# Rayan Buifrahi
Rayan Buifrahi (Brussel, 13 maart 2005) is een Belgisch voetballer die sinds 2023 uitkomt voor MVV Maastricht.

## Clubcarrière
Buifrahi startte zijn jeugdopleiding bij Wolvertem SC. Daar werd hij opgepikt door RSC Anderlecht, waar hij samenspeelde met onder andere Mika Godts, Joseph Nonge en Enock Agyei. Op aandringen van jeugdtrainer Thomas Vlaminck stapte Buifrahi uiteindelijk over naar Club Brugge. Toen hij op een bepaald moment minder speelminuten begon te krijgen bij blauw-zwart, koos Buifrahi ervoor om zijn jeugdopleiding verder te zetten bij KV Oostende. Buifrahi scoorde in het seizoen 2022/23 aan de lopende band bij de beloften van Oostende, waaronder in de finale van de Beker van België voor beloften. Toch kreeg hij geen volwaardig contract bij de kustclub, ondanks herhaaldelijk aandringen van de jeugdacademie.
In juni 2023 ondertekende Buifrahi een tweejarig contract met optie op een extra jaar bij MVV Maastricht. Op 13 augustus 2023 maakte hij zijn officiële debuut in het eerste elftal van de club: op de openingsspeeldag van de Keuken Kampioen Divisie kreeg hij tegen VVV-Venlo (1-3-winst) meteen een basisplaats van trainer Maurice Verberne.

## Clubstatistieken
| Seizoen | Club           | Land               | Competitie     | Competitie | Competitie | Beker | Beker | Supercup | Supercup | Europees | Europees | Totaal | Totaal |
| Seizoen | Club           | Land               | Competitie     | Wed.       | Dlp.       | Wed.  | Dlp.  | Wed.     | Dlp.     | Wed.     | Dlp.     | Wed.   | Dlp.   |
| ------- | -------------- | ------------------ | -------------- | ---------- | ---------- | ----- | ----- | -------- | -------- | -------- | -------- | ------ | ------ |
| 2023/24 | MVV Maastricht | Vlag van Nederland | Eerste divisie | 27         | 0          | 1     | 1     | —        | —        | —        | —        | 28     | 1      |
| 2024/25 | MVV Maastricht | Vlag van Nederland | Eerste divisie | 32         | 3          | 1     | 0     | —        | —        | —        | —        | 33     | 3      |
| Totaal  | Totaal         | Totaal             | Totaal         | 59         | 3          | 2     | 1     | 0        | 0        | 0        | 0        | 61     | 4      |